# Uncyclopedia
Uncyclopedia (або Інциклопедія), «беззмістовна енциклопедія, яку кожен може редагувати» — сатиричний вебсайт-пародія Вікіпедії (хоча сама Uncyclopedia стверджує протилежне). Емблемою Uncyclopedia є порожня картоплина, на ім'я Софія, пародія глобусу-логотипу Вікіпедії.
Оригінальна англійська назва Uncyclopedia містить цікавий каламбур, що набуває особливого сатиричного значення у парі з Encyclopedia: при трішки більш вільному читанні слова Encyclopedia його значення можна передати українським зацикло-педія, в той час як Uncyclopedia викликає майже пряме сприйняття як розцикло-педія.

## Історія
Uncyclopedia було засновано у січні 2005 року, вона швидко переросла можливості свого першого провайдера. 26 травня 2005 року Анджела Бізлі, віцепрезидент компанії Wikia Inc., оголосила, що віднині Wikia хостуватиме Uncyclopedia, залишаючи незмінним її домен.
Усі матеріали Uncyclopedia розповсюджуються за ліцензією Creative Commons Attribution-NonCommercial-ShareAlike 2.0. На січень 2008 року Uncyclopedia має приблизно 23 000 статей.

## Зміст
Uncyclopedia містить посилання на багатьох реальних людей та на персонажів і події сучасної популярної культури. Особливо популярним жартом є вигадані цитати Оскара Вайлда, «мудрість якого торкається кожної можливої теми, іноді без взаємної згоди».

## Інциклопедія
Uncyclopedia Українська, Інциклопедія (inciklopedia.org) було засновано 11 жовтня 2007. Мемами Інциклопедії є Ктулху, Туркмен-Паша (анульований наймогутніший правитель), Нурсултан Назарбаєв (теперішній наймогутніший правитель) та Військо Польське (наймогутніша у світі сила). Інциклопедія має жартівливий та пародійний характер (до Вікіпедії), а також націоналістичну побудову.